# Reinach (Basilea Campagna)
Reinach (toponimo tedesco) è un comune svizzero di 19 021 abitanti del Canton Basilea Campagna, nel distretto di Arlesheim; ha lo status di città.

## Storia
Reinach venne menzionata per la prima volta verso il 1168-1176 come Rinacho.

## Monumenti e luoghi d'interesse

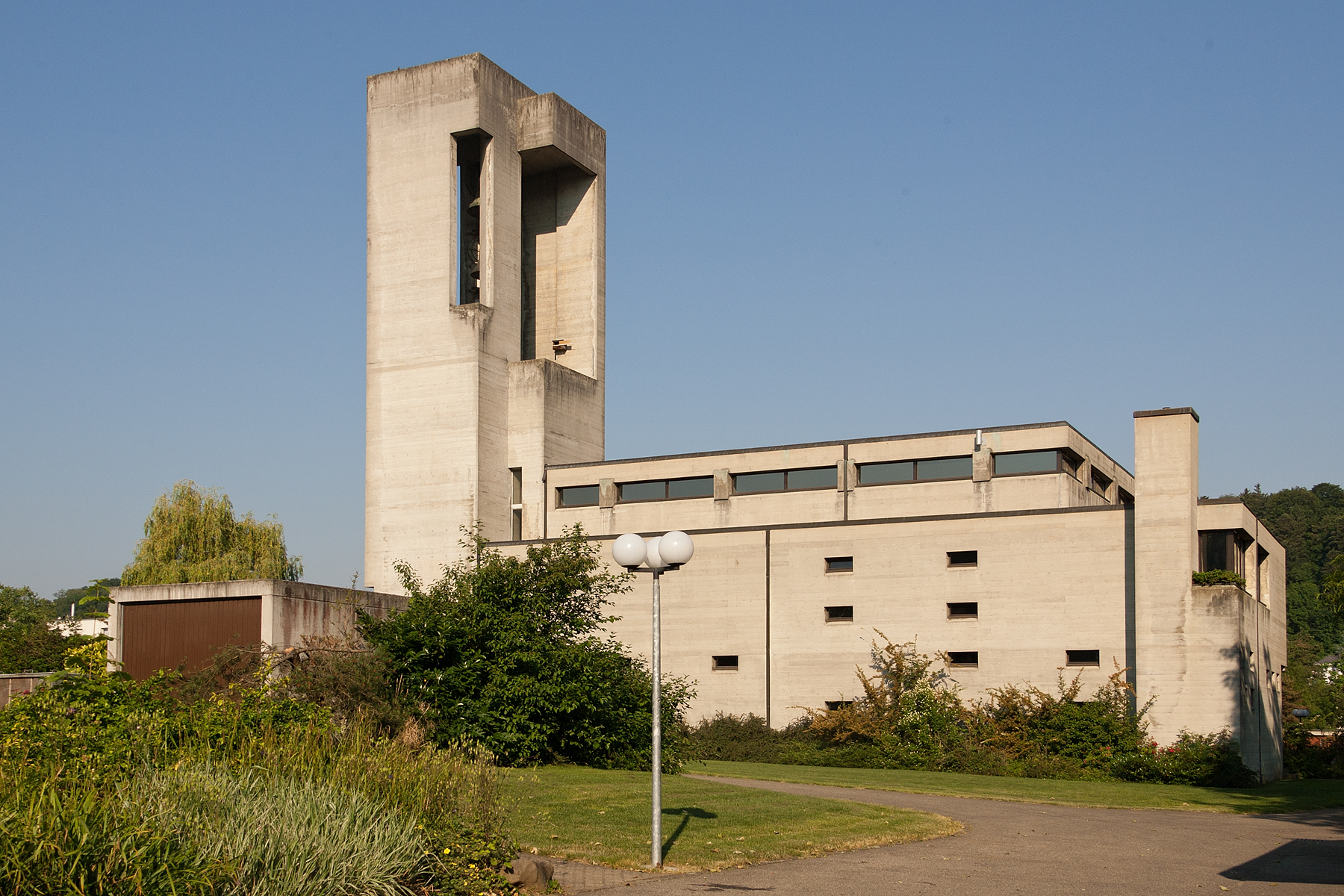
La chiesa riformata

- Chiesa cattolica di San Nicola, attestata dal 1336 e ricostruita nel 1657 e nel 1876[1];
- Chiesa riformata, eretta nel 1962-1963 da Ernst Gisel[1].

## Società

### Evoluzione demografica
Nel marzo 2017 Reinach aveva una popolazione di 19.106 abitanti, il 17,1% dei quali stranieri; tra il 1997 e il 2007 la popolazione ha avuto un tasso di crescita del 4,8%. L'evoluzione demografica è riportata nella seguente tabella:
Abitanti censiti

### Lingue e dialetti
Nel 2000, la maggioranza assoluta della popolazione era madrelingua tedesca (16.239 o 88,6%), con l'italiano seconda lingua più diffusa (556 o 3,0%) e il francese in terza posizione (307 o 1,7%). Vi erano inoltre 11 persone che parlavano la lingua romancia.

## Amministrazione
Ogni famiglia originaria del luogo fa parte del cosiddetto comune patriziale e ha la responsabilità della manutenzione di ogni bene ricadente all'interno dei confini del comune.